# ADRC Icasa
Associação Desportiva Recreativa e Cultural Icasa – brazylijski klub piłkarski z siedzibą w Juazeiro do Norte w stanie Ceará.

## Historia
Associação Desportiva Recreativa e Cultural Icasa został założony 1 maja 1963 przez Doro Germano i José Feijó de Sá jako Icasa Esporte Clube. Założyciele klubu byli właścicielami firmy włókienniczej Indústria Cearense de Algodão S.A, w skrócie  ICASA, co dało nazwę nowego klubu. W 1973 klub po raz pierwszy uczestniczył w rozgrywkach ligi stanowej Ceará – Campeonato Cearense.
W premierowym sezonie Icasa zajęła siódme miejsce. W 1981 Icasa wystartował w rozgrywkach Campeonato Brasileiro Série C. Icasa przegrała w pierwszą rundzie z Baraúnas Mossoró i została wyeliminowana, zajmując ostatecznie 23. miejsce w rozgrywkach. W 1984 klub wystartował w rozgrywkach Campeonato Brasileiro Série B. Icasa przegrała w pierwszą rundzie z Botafogo João Pessoa i została wyeliminowana, zajmując ostatecznie 23. miejsce w rozgrywkach.
W 1992 Icasa na skutek procesu sądowego zostało uznana wraz z Ceara, Fortalezą i Tiradentes za mistrza stanu Ceará. W 1995 klub po raz drugi uczestniczył w rozgrywkach Série C. Icasa przeszła pierwszą rundę zajmując drugie miejsce w grupie, w drugiej rundzie wyeliminowała AD Vitória, w trzeciej Sousa EC odpadając w czwartej rundzie z Gamą, zajmując ostatecznie 16. miejsce w rozgrywkach. W 1998 Icasa po raz kolejny wystąpiła rozgrywkach Série C. W I rundzie zajęła 4. miejsce w swojej grupie i odpadła z dalszych rozgrywek, zajmując ostatecznie w nich 36. miejsce. W 1998 klub na skutek kłopotów finansowych, aby uniknąć płacenia zaległych płac piłkarzom został założony nowy klub Juazeiro Empreendimentos Esportivos Ltda..
To nie poprawiło sytuacji klubu i 7 stycznia 2002 Juazeiro zostało przekształcone w Associação Desportiva Recreativa Cultural Icasa. Klub w 2001 spadł do II ligi stanowej. W 2004 Icasa powróciła do I ligi stanowej. W latach 2005, 2007, 2008 klub zdobył wicemistrzostwo stanu. W 2005 klub awansował do rozgrywek Série C i występował w nich do 2009, kiedy to zajmując 4. miejsce awansował do Série B. W 2010 klub zajął w Série B 12. pozycję. Sukces ten okupiony został spadkiem do II ligi stanowej w 2009. Po roku jednak Icasa powróciła do elity stanu Ceará.

## Sukcesy
- mistrzostwo stanu Ceará – Campeonato Cearense (1): 1992.
- 3 sezony w Campeonato Brasileiro Série B: 1984, 2010-
- 8 sezonów w Campeonato Brasileiro Série C: 1981, 1995, 1998, 2005-2009.

## Trenerzy
- Charles Fabian Figueiredo Santos (2008)
- Márcio Bittencourt (2011-)